# Antha grata
Antha grata är en fjärilsart som beskrevs av Butler 1881. Antha grata ingår i släktet Antha och familjen nattflyn. Inga underarter finns listade i Catalogue of Life.